# Sandie Shaw

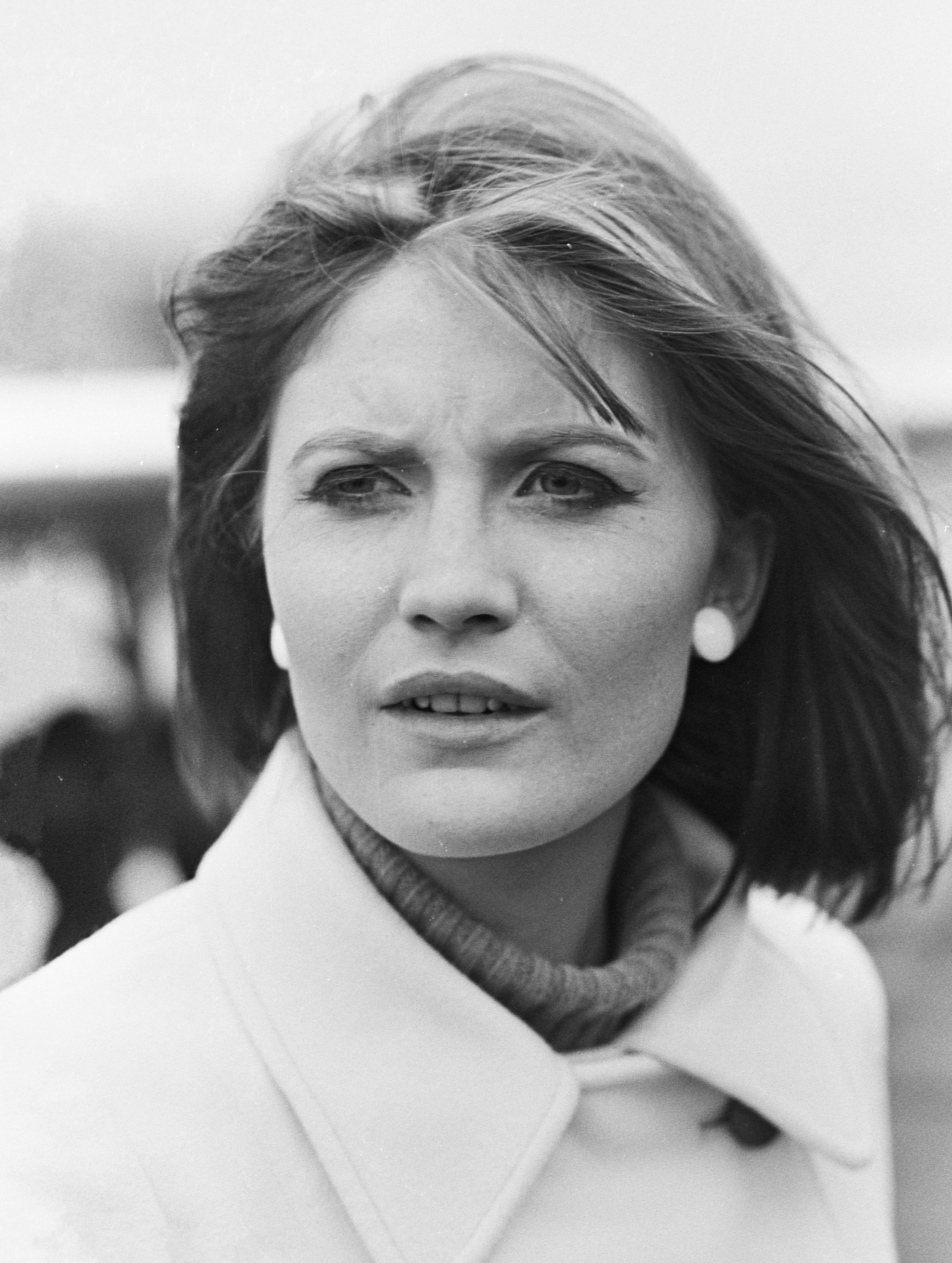
Sandie Shaw, 1967

Sandie Shaw (* 26. Februar 1947 in Dagenham, Essex als Sandra Ann Goodrich) ist eine britische Pop-Sängerin und Psychotherapeutin. 1967 gewann sie mit dem Lied Puppet on a String den Grand Prix Eurovision de la chanson (Eurovision Song Contest) und landete ihren größten Hit. Nie zuvor war ein Siegertitel des jährlichen Musikwettbewerbs kommerziell so erfolgreich. Zu ihren Markenzeichen zählte, dass sie barfuß auftrat. 

## Leben und Karriere
Sandie Shaw wuchs in Dagenham bei London auf. Sie besuchte die höhere Schule und arbeitete kurze Zeit als Sekretärin in der örtlichen Autofabrik der Firma Ford. Ihren ersten Schallplattenvertrag erhielt sie 1964 nach ihrer Teilnahme an einem Talentwettbewerb dank der Fürsprache des Sängers Adam Faith; ihre erste Platte hieß As Long As You’re Happy Baby. Noch im selben Jahr gelang ihr ein Millionenseller mit einer Komposition von Burt Bacharach und Hal David, Always Something There To Remind Me. Die folgenden Hits schrieb Chris Andrews für sie, und 1967 gehörte Shaw zu den erfolgreichsten Sängerinnen in Großbritannien.
Am 8. April 1967 gewann sie in Wien mit dem Lied Puppet on a String den Grand Prix Eurovision de la chanson (Eurovision Song Contest). Ihr Barfußauftritt in der Hofburg, dem ehemaligen Kaiserschloss, das als Veranstaltungsort ausgewählt worden war, galt als kleiner Skandal. Puppet on a String wurde nach dem Sieg europaweit ein Hit und belegte acht Wochen Platz eins der deutschen Verkaufs-Charts, eine Bilanz, die bis heute keine britische Solosängerin überboten hat. Das Lied war in Deutschland insgesamt 23 Wochen unter den besten zehn platziert.
Seit 1965 sang Sandie Shaw auch in deutscher Sprache, meist Versionen ihrer englischen Hits: Du weißt nichts von deinem Glück (1965 Platz 25), Wir sehen uns ja wieder (1966 Platz 39), Wiedehopf Im Mai (Puppet on a String, 1967 Platz 36), Du bist wunderbar (1968 Platz 28).
Ihren letzten Top-Ten-Erfolg hatte sie in Großbritannien 1969: Monsieur Dupont, eine Coverversion des gleichnamigen Liedes von Manuela. Ende 1969 erschien außerdem die Single Heaven Knows I'm Missing Him Now, die 15 Jahre später The Smiths zu einer Neufassung unter dem Titel Heaven Knows I'm Miserable Now inspirierte. Im Jahr 1984 coverte Shaw zusammen mit Morrissey den Song Hand In Glove, den sie auf seine Initiative hin aufnahm und der ihr ein Comeback in den britischen Charts bescherte (höchste Notierung: Platz 27). Sie hatte sich 1971, nach der Geburt ihrer Tochter, aus dem Showbusiness zurückgezogen. 
Von 1968 an betrieb Sandie Shaw, die sich als Stilikone der Swinging Sixties präsentierte, ein eigenes Modelabel. Später versuchte sie sich als Illustratorin und Autorin von Kinderbüchern, Bühnenschauspielerin (Ophelia in William Shakespeares Hamlet im Jahr 1974, Johanna von Orleans in George Bernard Shaws St. Joan beim Hackney Festival 1976) sowie als Musikproduzentin vor allem eigener Aufnahmen (Firma Tatham Music, von 1974 bis 1994 aktiv).
Im Jahr 1987 veröffentlichten Die Toten Hosen auf dem Album Never Mind The Hosen – Here’s Die Roten Rosen eine Rockversion der deutschen Fassung von I Don't Need That Kind Of Loving unter dem Titel Und sowas nennst du nun Liebe.

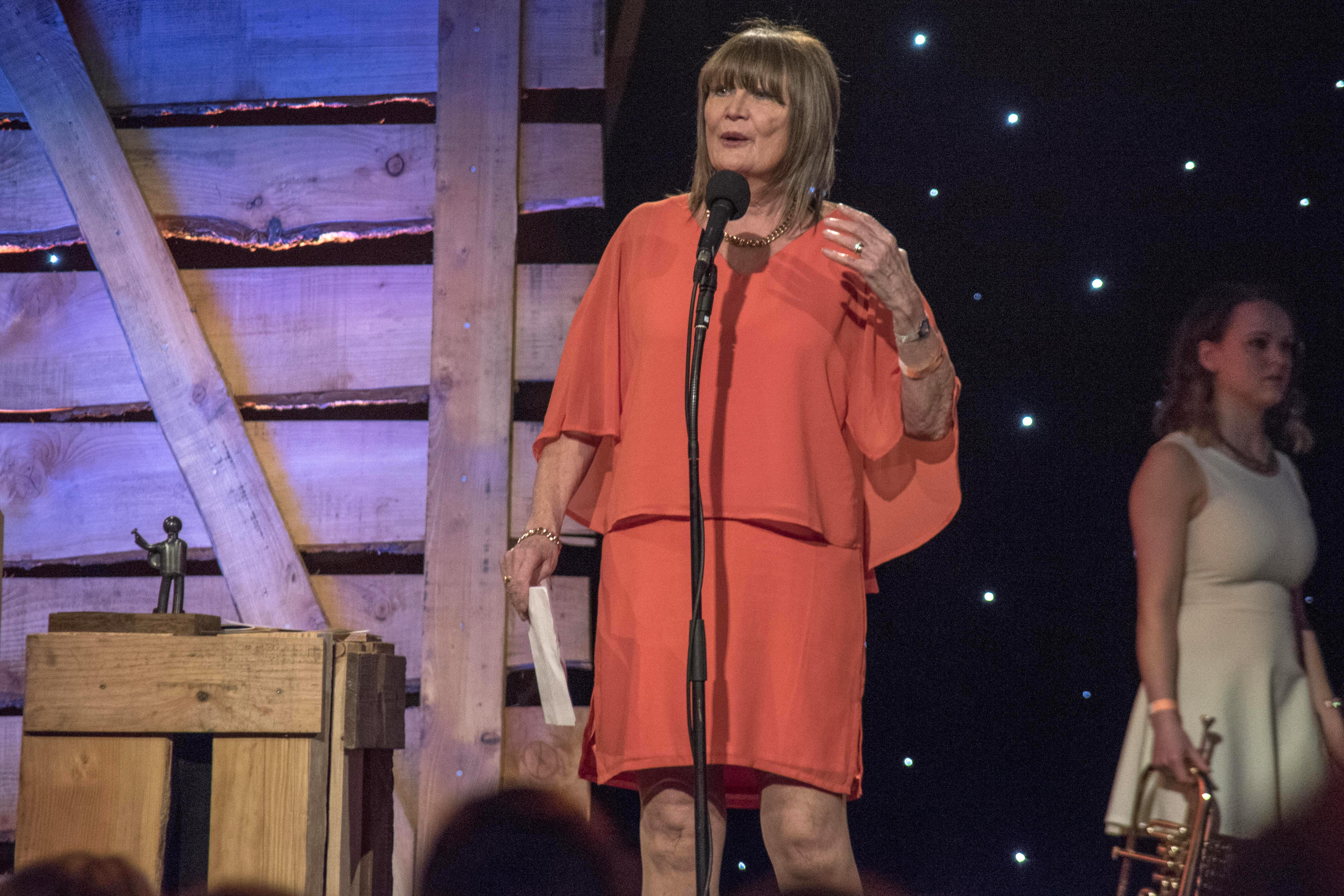
Sandie Shaw, 2016

1991 arbeitete Shaw ihre wechselvolle Biografie in dem Buch The World At My Feet auf, in dem sie auch den finanziellen Ruin, der nach ihrer Darstellung durch Fehlinvestitionen im Unternehmen ihres ersten Ehemanns (siehe unten, Privatleben), herbeigeführt worden war, und ihre Hinwendung zum Buddhismus schildert. Nach einem 1994 abgeschlossenen Hochschulstudium in Oxford und London wurde sie als diplomierte Psychotherapeutin und Coach für Menschen aus dem Showbusiness und den Medien tätig und gründete im Jahr 1997 eine eigene Praxis, The Arts Clinic in London. Vereinzelt folgten noch Schallplattenaufnahmen und Gesangsauftritte.
Am 26. März 2007 veröffentlichte Shaw Puppet Got Brand New String, ein Remake ihres Hits von 1967, im US-amerikanischen Podsafe Music Network. 2010 nahm sie Made In Dagenham, den von David Arnold und Billy Bragg komponierten Titelsong der Filmmusik zu We Want Sex, auf. 2011/12 tourte sie mit Jools Holland und seinem Rhythm and Blues Orchestra durch Großbritannien. 
Im Jahr 2013 wurde Sandie Shaw von der Universität Essex mit der Ehrendoktorwürde für ein 50 Jahre währendes Engagement für die Musik und Unterhaltungskunst ausgezeichnet. 2017 wurde sie zum Member of the Order of the British Empire ernannt; den Orden verlieh Prinz Charles in Vertretung der Königin. Bei Feierlichkeiten zum 70. Thronjubiläum Elisabeths II. im Jahr 2022 stimmte Shaw zusammen mit weiteren Gesangsstars zu Ehren der Monarchin die Nationalhymne an.

## Privatleben
Am 6. März 1968 heiratete sie den Modemacher Jeff Banks. Ihre gemeinsame Tochter, Gracie, kam im Februar 1971 zur Welt. Nach zehn Jahren endete die Ehe. 1982 heiratete Shaw Nik Powell, einen Mitbegründer der Virgin Group. Aus der Ehe, die 1995 geschieden wurde, stammen zwei Kinder. In dritter Ehe ist sie seit 2002 mit dem Psychologen Tony Bedford verheiratet.

## Diskografie

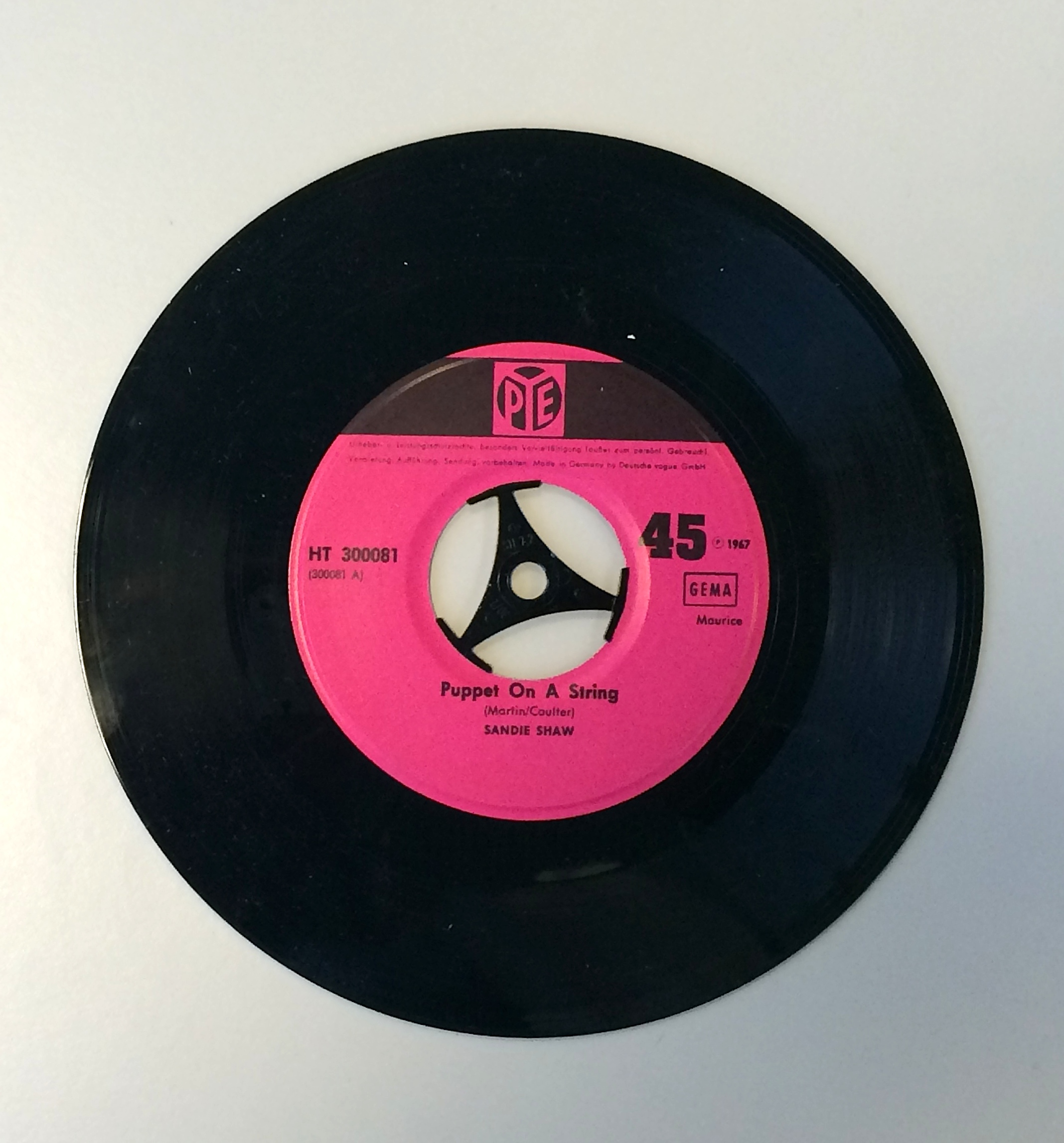
Puppet on a string, 1967

### Studioalben
| Jahr | Titel                       | Höchstplatzierung, Gesamtwochen, AuszeichnungChartplatzierungen (Jahr, Titel, Platzierungen, Wochen, Auszeichnungen, Anmerkungen) | Höchstplatzierung, Gesamtwochen, AuszeichnungChartplatzierungen (Jahr, Titel, Platzierungen, Wochen, Auszeichnungen, Anmerkungen) | Höchstplatzierung, Gesamtwochen, AuszeichnungChartplatzierungen (Jahr, Titel, Platzierungen, Wochen, Auszeichnungen, Anmerkungen) | Höchstplatzierung, Gesamtwochen, AuszeichnungChartplatzierungen (Jahr, Titel, Platzierungen, Wochen, Auszeichnungen, Anmerkungen) | Anmerkungen |
| Jahr | Titel                       | DE | AT | UK | US | Anmerkungen |
| ---- | --------------------------- | --- | --- | --- | --- | ----------- |
| 1965 | Sandie                      | — | — | UK3 (13 Wo.)UK | US100 (4 Wo.)US |             |
| 1967 | Puppet on a String          | DE12 (4 Wo.)DE | — | — | — |             |
| 1994 | Nothing Less Than Brilliant | — | — | UK64 (2 Wo.)UK | — |             |

grau schraffiert: keine Chartdaten aus diesem Jahr verfügbar
Weitere Studioalben
- 1988: Hello Angel

### Kompilationen
| Jahr | Titel            | Höchstplatzierung, Gesamtwochen, AuszeichnungChartplatzierungen (Jahr, Titel, Platzierungen, Wochen, Auszeichnungen, Anmerkungen) | Höchstplatzierung, Gesamtwochen, AuszeichnungChartplatzierungen (Jahr, Titel, Platzierungen, Wochen, Auszeichnungen, Anmerkungen) | Höchstplatzierung, Gesamtwochen, AuszeichnungChartplatzierungen (Jahr, Titel, Platzierungen, Wochen, Auszeichnungen, Anmerkungen) | Höchstplatzierung, Gesamtwochen, AuszeichnungChartplatzierungen (Jahr, Titel, Platzierungen, Wochen, Auszeichnungen, Anmerkungen) | Anmerkungen |
| Jahr | Titel            | DE | AT | UK | US | Anmerkungen |
| ---- | ---------------- | --- | --- | --- | --- | ----------- |
| 2005 | The Very Best of | — | — | UK60 (2 Wo.)UK | — |             |

### Singles
| Jahr | Titel Album                                          | Höchstplatzierung, Gesamtwochen, AuszeichnungChartplatzierungen (Jahr, Titel, Album, Platzierungen, Wochen, Auszeichnungen, Anmerkungen) | Höchstplatzierung, Gesamtwochen, AuszeichnungChartplatzierungen (Jahr, Titel, Album, Platzierungen, Wochen, Auszeichnungen, Anmerkungen) | Höchstplatzierung, Gesamtwochen, AuszeichnungChartplatzierungen (Jahr, Titel, Album, Platzierungen, Wochen, Auszeichnungen, Anmerkungen) | Höchstplatzierung, Gesamtwochen, AuszeichnungChartplatzierungen (Jahr, Titel, Album, Platzierungen, Wochen, Auszeichnungen, Anmerkungen) | Anmerkungen                                                                            |
| Jahr | Titel Album                                          | DE | AT | UK | US | Anmerkungen                                                                            |
| ---- | ---------------------------------------------------- | --- | --- | --- | --- | -------------------------------------------------------------------------------------- |
| 1964 | (There’s) Always Something There to Remind Me –      | — | — | UK1 (11 Wo.)UK | US52 (7 Wo.)US | Erstveröffentlichung: 25. September 1964                                               |
| 1964 | Girl Don’t Come –                                    | — | — | UK3 (12 Wo.)UK | US42 (9 Wo.)US | Erstveröffentlichung: 27. November 1964                                                |
| 1965 | I’ll Stop at Nothing –                               | — | — | UK4 (11 Wo.)UK | — | Erstveröffentlichung: 12. Februar 1965                                                 |
| 1965 | Long Live Love –                                     | DE28 (3 Wo.)DE | — | UK1 (14 Wo.)UK | US97 (3 Wo.)US | Erstveröffentlichung: 7. Mai 1965                                                      |
| 1965 | Du weisst nichts von deinem Glück –                  | DE25 (3 Wo.)DE | AT5 (4 Wo.)AT | — | — | Erstveröffentlichung: 12. August 1965                                                  |
| 1965 | Message Understood –                                 | — | — | UK6 (10 Wo.)UK | — | Erstveröffentlichung: 10. September 1965                                               |
| 1965 | How Can You Tell –                                   | — | — | UK21 (9 Wo.)UK | — | Erstveröffentlichung: 12. November 1965                                                |
| 1966 | Tomorrow –                                           | — | — | UK9 (9 Wo.)UK | — | Erstveröffentlichung: 28. Januar 1966                                                  |
| 1966 | Nothing Comes Easy –                                 | — | — | UK14 (9 Wo.)UK | — | Erstveröffentlichung: 13. Mai 1966                                                     |
| 1966 | Run –                                                | — | — | UK32 (5 Wo.)UK | — | Erstveröffentlichung: 26. August 1966                                                  |
| 1966 | Wir seh’n uns ja wieder –                            | DE39 (1 Wo.)DE | — | — | — | Erstveröffentlichung: 7. Oktober 1966                                                  |
| 1966 | Think Sometimes About Me –                           | — | — | UK32 (4 Wo.)UK | — | Erstveröffentlichung: 11. November 1966                                                |
| 1967 | I Don’t Need Anything –                              | — | — | UK50 (1 Wo.)UK | — | Erstveröffentlichung: 6. Januar 1967                                                   |
| 1967 | Puppet on a String –                                 | DE1 (12 Wo.)DE | AT1 (20 Wo.)AT | UK1 (18 Wo.)UK | — | Erstveröffentlichung: 7. März 1967                                                     |
| 1967 | Wiedehopf im Mai –                                   | DE36 (2 Wo.)DE | — | — | — | Erstveröffentlichung: 24. März 1967                                                    |
| 1967 | Tonight in Tokyo –                                   | — | — | UK21 (6 Wo.)UK | — | Erstveröffentlichung: 7. Juli 1967                                                     |
| 1967 | You’ve Not Changed –                                 | — | — | UK18 (12 Wo.)UK | — | Erstveröffentlichung: 22. September 1967                                               |
| 1968 | Today –                                              | — | — | UK27 (7 Wo.)UK | — | Erstveröffentlichung: 26. Januar 1968                                                  |
| 1968 | Du bist wunderbar –                                  | DE28 (1 Wo.)DE | — | — | — | Erstveröffentlichung: 6. Dezember 1968                                                 |
| 1969 | Monsieur Dupont –                                    | — | — | UK6 (15 Wo.)UK | — |                                                                                        |
| 1969 | Think It All Over –                                  | — | — | UK42 (4 Wo.)UK | — | Erstveröffentlichung: 2. Mai 1969                                                      |
| 1984 | Hand in Glove –                                      | — | — | UK27 (5 Wo.)UK | — | Erstveröffentlichung: 13. April 1984                                                   |
| 1986 | Are You Ready to Be Heartbroken –                    | — | — | UK68 (4 Wo.)UK | — | Erstveröffentlichung: 14. Mai 1986                                                     |
| 1986 | Frederick –                                          | — | — | UK93 (1 Wo.)UK | — | Erstveröffentlichung: 31. Juli 1986                                                    |
| 1988 | Please Help the Cause Against Loneliness Hello Angel | — | — | UK86 (2 Wo.)UK | — | Erstveröffentlichung: 26. September 1988                                               |
| 1988 | Nothing Less Than Brilliant Hello Angel              | — | — | UK66 (3 Wo.)UK | — | Erstveröffentlichung: 21. November 1988 Charteinstieg nach Wiederveröffentlichung 1994 |